# Албански лек
Лекът (на албански: Leku Shqiptar) е паричната единица на Албания. Към 2003 г. банкнотите са от 100, 200, 500, 1000, 2000 и 5000 лека. В един лек се съдържат 100 киндарки, но вече не се използват. Името киндарка (на албански: qindarka) означава „сто“ и има сходно словообразуване със сантим, цент и др. 1 лек = 100 киндарки. Валутният код в ISO 4217 е ALL.

## История
По време на Османската империя паричната единица е османската лира с подразделение пара. Лекът е въведен като първата албанска парична единица през февруари 1926 г.
По онова време лекът е равен на италианската лира.
За международни трансакции се е използвал и златният франк – франг ар (frang ar, също frank ar) – златна монета на стойност 5 леки, 1 франг ар = 100 киндарки ар.

### Етимология
Името лек се свързва с Александър Велики, чието име често се съкращава като Лека на албански. Портретът на Александър е изобразен на аверса (лицето) на монетата от 1 лек, докато на реверса (гърба) той е изобразен на кон.

## Монети

### Първи лек
През 1926 са отсечени бронзови монети с номинал 5 и 10 киндарки, както и никелови с номинали ¼, ½ и 1 лек и сребърни 1, 2 и 5 франга. На аверса на франгите е изобразен крал Зог I. През 1935 са сечени киндарки с неокласически мотиви, свързвани с влиянието на италианския крал Виктор Емануил III, който бил нумизмат. На тях има знаци „R“ или „V“, означаващи Рим или Венеция.
При окупацията на Албания от Италия по времето на Мусолини през 1939 г. са отсечени монети от неръждаема стомана с номинали 0,20, 0,50 и 1 лек и от сребро с номинали 2, 5 и 10 леки, като това е единствената емисия на сребърни монети. През 1940 са сечени алуминиево-бронзови монети с номинали 0,05 и 0,10 леки, които са в употреба до 1941 и имат портрет на крал Виктор Емануил III на аверса и италиански орел и фасции на реверса.
През 1947 г., след като на власт идва комунистическата партия, старите монети са изтеглени от обращение и са въведени монети от цинк на стойност ½, 1, 2 и 5 леки. На тях е изобразен социалистическият герб. Те са използвани до паричната реформа от 1965 г.

### Втори лек
През 1965 г. са пуснати в обращение алуминиеви монети (датирани 1964) със стойности 5, 10, 20 и 50 киндара и 1 лек. През 1969 е пусната втора серия от 5, 10, 20, 50 киндара и 1 лек, като отбелязване на годишнината от освобождението от фашизма (1944).
През 1988 г. е пуснат трети вариант на същите монети. Тези от 50 киндара и 1 лек са много подобни по размер, тегло и външен вид и за избягване на проблемите по-късно същата година е пусната алуминиево-бровзова монета от 1 лек с надпис „Republika Popullore Socialiste e Shqipërisë“. Всички монети от трите серии остават в употреба по време на революцията от 1991 г. и малко след нея.

### Трети лек
През 1995 и 1996 са отсечени нови монети с номинали 1, 5, 10, 20 и 50 леки, като през 2000 г. е добавена биметална монета от 100 леки.
| Монети леки (1995 – ) | Монети леки (1995 – ) | Монети леки (1995 – ) | Монети леки (1995 – ) | Монети леки (1995 – )                | Монети леки (1995 – ) | Монети леки (1995 – )                            | Монети леки (1995 – )                                              | Монети леки (1995 – ) | Монети леки (1995 – ) | Монети леки (1995 – ) | Монети леки (1995 – ) | Монети леки (1995 – ) |
| Снимка                | Стойност              | Технически параметри  | Технически параметри  | Технически параметри                 | Описание              | Описание                                         | Описание                                                           | Дата на               | Дата на               | Дата на               | Дата на               |                       |
| Снимка                | Стойност              | Диаметър              | Маса                  | Състав                               | Гурт                  | Аверс                                            | Реверс                                                             | Сечене                | Емисия                | Изтегляне             |                       |                       |
| --------------------- | --------------------- | --------------------- | --------------------- | ------------------------------------ | --------------------- | ------------------------------------------------ | ------------------------------------------------------------------ | --------------------- | --------------------- | --------------------- | --------------------- | --------------------- |
| ----                  | 1 lek                 | 18 mm                 | 3.00 g                | Cu Zn5                               | гладък                | Номинал, гравирани клончета във форма на корона. | Пеликан в центъра, Republika e Shqipërisë, година                  | 1996 2008             | 1 януари 1997         | текущ                 | текущ                 |                       |
| ----                  | 5 lekë                | 20 mm                 | 3.00 g                | Fe Ni6 St                            | гладък                | Номинал, гравирани клончета във форма на корона. | орел от знамето на Албания, Republika e Shqipërisë, година         | 1995 2000 2011        | 1 януари 1997         | текущ                 | текущ                 |                       |
| ----                  | 10 Lekë               | 21.25 mm              | 3.600 g               | Cu Al6 Ni2                           | назъбен               | Номинал, гравирани клончета във форма на корона. | Бератска крепост, Republika e Shqipërisë, година                   | 1996 2000 2009        | 1 януари 1997         | текущ                 | текущ                 |                       |
| ----                  | 20 Lekë               | 22.5 mm               | 5.00 g                | Cu Al6 Ni2                           | назъбен               | Номинал, гравирани клончета във форма на корона. | Либурнийски кораб, Republika e Shqipërisë, година.                 | 1996 2000 2012        | 1 януари 1997         | текущ                 | текущ                 |                       |
| ----                  | 50 Lekë               | 24.25 mm              | 5.500 g               | Cu75 Ni25                            | назъбен               | Номинал, гравирани клончета във форма на корона. | Портрет на илирийския крал Генций. Republika e Shqipërisë, година  | 1996 2000             | 1 януари 1997         | текущ                 | текущ                 |                       |
| ----                  | 100 Lekë              | 24.75 mm              | 6.700 g               | Cu Ni25 (отвън), Cu Al6 Ni2 (център) | назъбен               | Номинал, гравирани клончета във форма на корона. | Портрет на илирийската кралица Тевта, Republika e Shqipërisë, year | 2000                  | 1 септември 2000      | текущ                 | текущ                 |                       |
|                       |                       |                       |                       |                                      |                       |                                                  |                                                                    |                       |                       |                       |                       |                       |

#### Възпоменателни монети
През 2001 г. са емитирани 100 и 200 леки с мотиви, отбелязващи започването на преговори за присъединяване към ЕС, а 50, 100 и 200 леки – по повод 500 години от създаването на статуята на Давид. През 2002 са емитирани 50 и 100 леки по повод 90-а годишнина от независимостта на Албания, а 20 леки с тема албанската античност. През 2003, 2004 и 2005 също има емисии на възпоменателни монети.

## Банкноти

### Първи лек
През 1926 Националната албанска банка (Banka Kombëtare e Shqipnis) емитира банкноти с номинали 1, 5, 20 и 100 франга. През 1939 са емитирани 5 и 20 франга. През 1944 следват банкноти от 2, 5 и 10 леки и 100 франга.
През 1945 Народната албанска банка (Banka e Shtetit Shqiptar) отпечатва повторно банкнотите от 10 леки и 20 и 100 франга на Националната банка и редовни банкноти с номинали 1, 5, 20, 100 и 500 франга. През 1947 лекът се възприема като основна парична единица, с банкноти с номинал 10, 50, 100, 500 и 1000 леки (lekë).
| Номинал   | Преобладаващ цвят | Аверс | Реверс |
| --------- | ----------------- | ----- | ------ |
| 10 Lekë   | Зелен             |       |        |
| 50 Lekë   | Гранат            |       |        |
| 100 Lekë  | Виолетов          |       |        |
| 500 Lekë  | Кафяв             |       |        |
| 1000 Lekë | Оранжев/Кафяв     |       |        |

| Номинал   | Преобладаващ цвят | Аверс | Реверс |
| --------- | ----------------- | ----- | ------ |
| 10 Lekë   | Червен            |       |        |
| 50 Lekë   | Син               |       |        |
| 100 Lekë  | Зелен             |       |        |
| 500 Lekë  | Син/Оранжев       |       |        |
| 1000 Lekë | Виолетов          |       |        |

### Втори лек
През 1965 са емитирани банкноти (датирани 1964) от Banka e Shtetit Shqiptar с номинали от 1, 3, 5, 10, 25, 50 и 100 леки. Втора серия банкноти са емитирани през 1976 г., когато страната променя името си на Народна социалистическа република.
| Номинал  | Преобладаващ цвят | Аверс | Реверс |
| -------- | ----------------- | ----- | ------ |
| 1 Lek    | Зелен             |       |        |
| 3 Lekë   | Гранат            |       |        |
| 5 Lekë   | Виолетов          |       |        |
| 10 Lekë  | Син/Зелен         |       |        |
| 25 Lekë  | Син               |       |        |
| 50 Lekë  | Гранат            |       |        |
| 100 Lekë | Кафяв             |       |        |
| 100 Lekë | Син               |       |        |

### Трети лек
През 1991 се въвеждат номинали от 100 и 500 леки. Една година по-късно е емитирана нова серия с отличителни цветове и дизайн с номинали 100, 200, 500 и 1000 леки. През 1996 е емитирана още една нова серия с отличителни мотиви и същите номинали, с допълнителна банкнота с номинал 5000 леки. През 2008 е въведена нова банкнота от 2000 леки.
| Номинал  | Преобладаващ цвят | Аверс | Реверс |
| -------- | ----------------- | ----- | ------ |
| 100 Lekë | Гранат            |       |        |
| 500 Lekë | Син/Гранат        |       |        |

| Номинал   | Размери     | Преобладаващ цвят | Аверс | Реверс |
| --------- | ----------- | ----------------- | ----- | ------ |
| 100 Lekë  | 154 x 72 mm | Виолетов          |       |        |
| 200 Lekë  | 162 x 78 mm | Кафяв             |       |        |
| 500 Lekë  | 170 x 78 mm | Син               |       |        |
| 1000 Lekë | 178 x 78 mm | Зелен             |       |        |

| Номинал   | Размери     | Преобладаващ цвят | Аверс | Реверс |
| --------- | ----------- | ----------------- | ----- | ------ |
| 100 Lekë  | 130 x 66 mm | Виолетов          |       |        |
| 200 Lekë  | 138 x 69 mm | Кафяв             |       |        |
| 500 Lekë  | 145 x 68 mm | Син               |       |        |
| 1000 Lekë | 151 x 72 mm | Зелен             |       |        |
| 2000 Lekë | 155 x 72 mm | Виолетов          |       |        |
| 5000 Lekë | 160 x 72 mm | Жълт              |       |        |

Към май 2015 в обращение са шест номинала банкноти, емитирани от 1996 г. насам.